# Diversidad sexual en Los Ángeles
Aunque a menudo se la caracteriza como apolítica, «Los Ángeles ha proporcionado el escenario de muchos capítulos importantes en la lucha por la comunidad LGBTQ, la visibilidad y los derechos civiles». Además, la comunidad LGBTQ de Los Ángeles históricamente ha jugado un papel importante en el desarrollo de la industria del entretenimiento.

## Historia

### Historia temprana

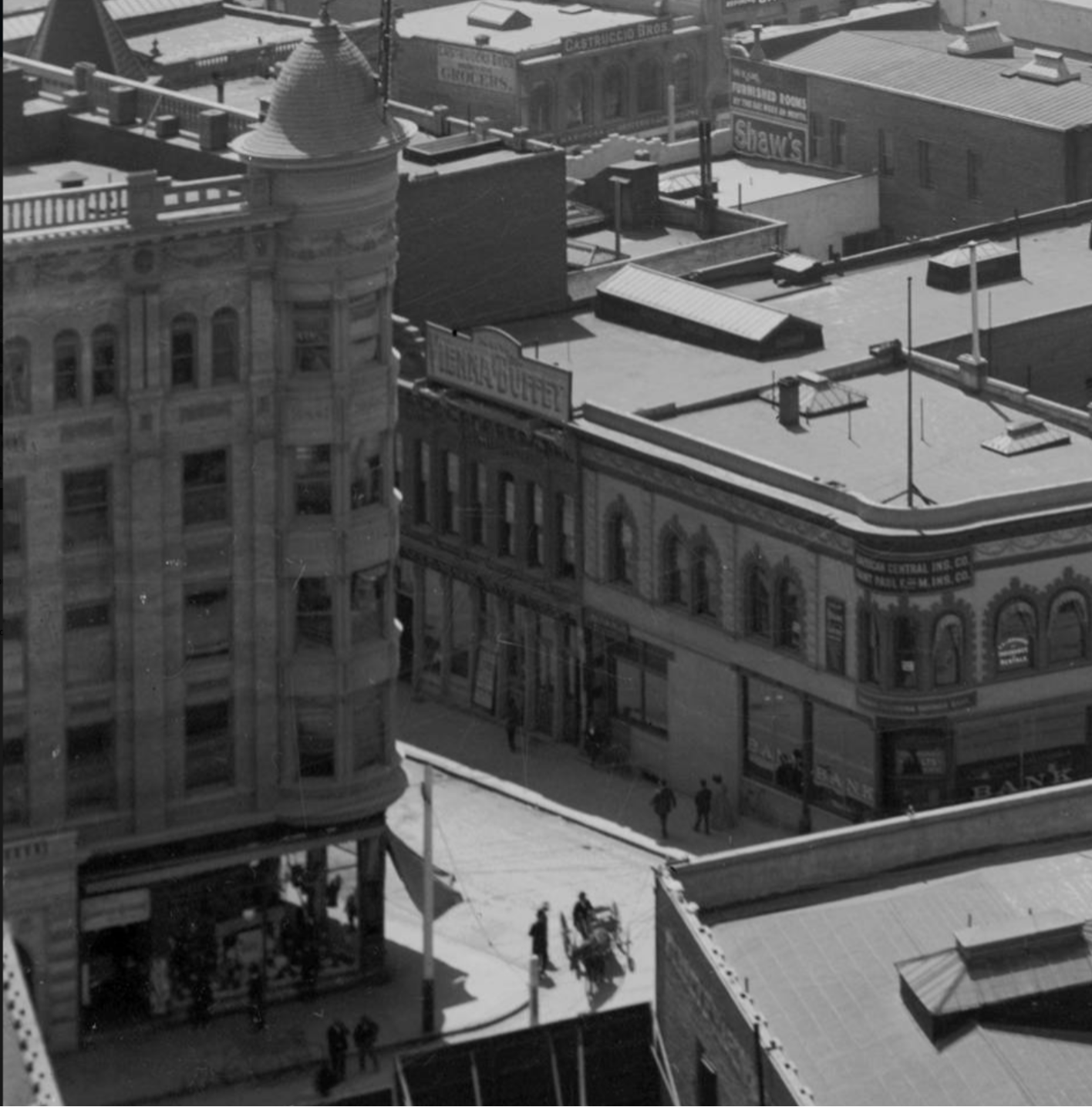
Vienna Buffet c.1900

Las primeras menciones registradas de actividad social entre hombres del mismo sexo en Los Ángeles fue en el Vienna Buffet, un restaurante con música en vivo en Court Street, aproximadamente el sitio donde hoy se encuentra el Ayuntamiento de Los Ángeles. Desde 1891 a 1902, fue lugar de reunión entre hombres homosexuales, incluidos she boys.
Desde la década de 1920, la cultura LGBTQ+ de Los Ángeles floreció en The Run, un área que abarcaba Pershing Square y el centro histórico. La zona era conocida por sus establecimientos gay-friendly y puntos de encuentro casual, como la Biblioteca Central de Los Ángeles y el Hotel Biltmore. En 1951, el parque de Pershing Square fue transformado en un nuevo estacionamiento subterráneo de tres niveles. Como resultado, se eliminó el denso follaje, que funcionaba como una forma de disuasión del delito, incluido el patrullaje. La plaza terminó decayendo y siendo abandonado.
En 1950, Harry Hay, que buscaba crear «una organización de servicios y bienestar dedicada a la protección y mejora de la minoría andrógina de la sociedad», trabajó con Rudi Gernreich para formar la Mattachine Society, una de las primeras organizaciones de derechos de los homosexuales, en Silver Lake. Los objetivos principales de la sociedad  fueron:
1. Unificar a los homosexuales aislados de su propio grupo.
2. Educar a los homosexuales y heterosexuales hacia una cultura homosexual ética similar a la de los pueblos negro, mexicano y judío.[Nota 1]
3. Dirigir al homosexual más consciente socialmente para que proporcione liderazgo a toda la masa de variantes sociales
4. Ayudar a los homosexuales que son víctimas de la opresión recurrente.

En 1952, ONE, Inc. se formó a partir de la Mattachine Society como editor de la revista ONE .

### Era de la liberación gay

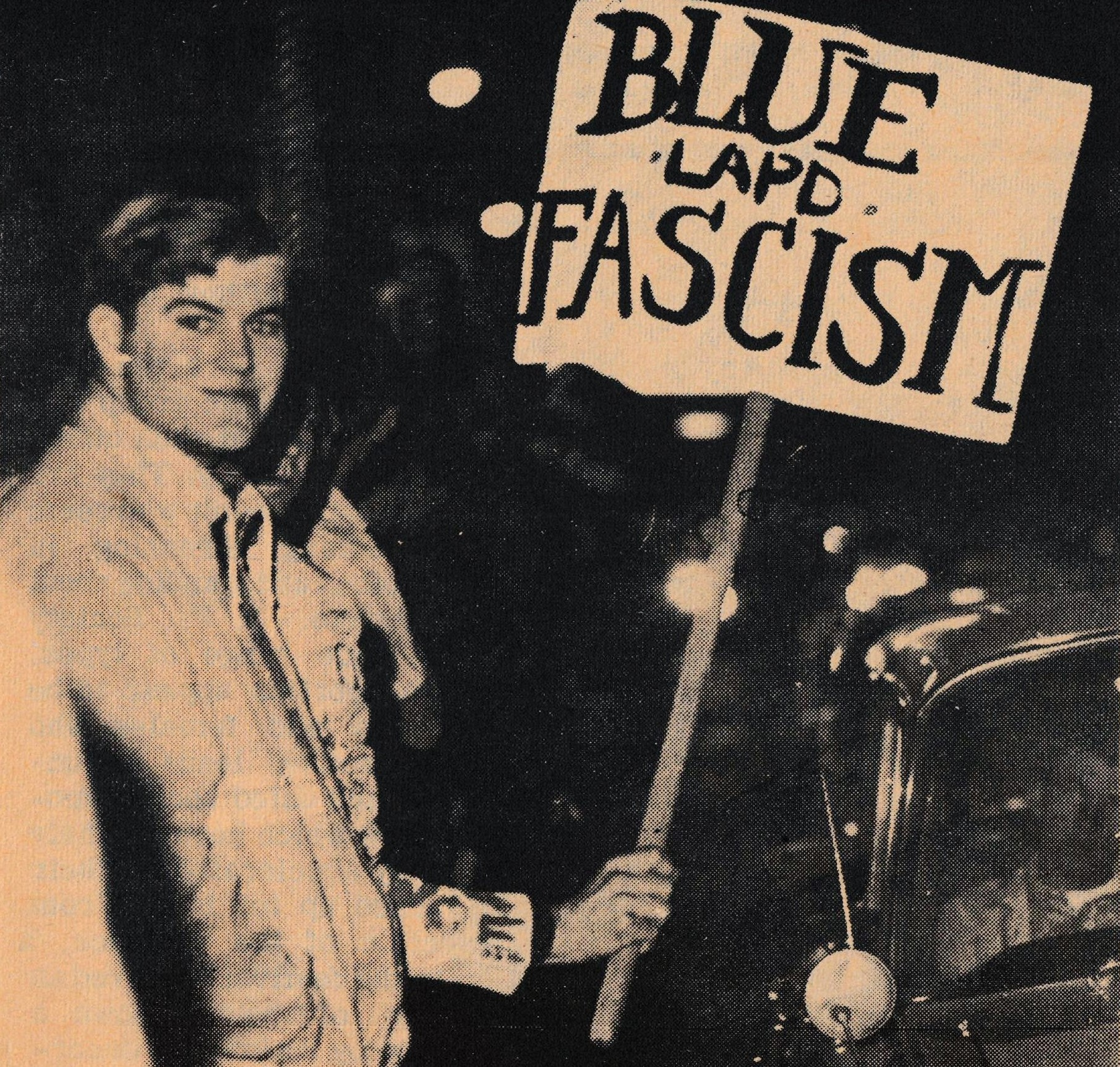
Un manifestante en el motín del toque de queda en Sunset Strip en noviembre de 1966.

En la década de 1960, Silver Lake se convirtió en el principal barrio gay de Los Ángeles. Durante esta época, la cultura queer de la ciudad se alineó con el movimiento contracultural más amplio de esa época, y adquirió una fuerte dimensión política impulsada por las violentas redadas en bares en Sunset Strip. Las tácticas policiales cada vez más duras llevaron al Departamento de Policía de Los Ángeles a buscar y vigilar agresivamente bares con clientela predominantemente gay, incluido el Black Cat Tavern.
Las protestas posteriores a las violentas redadas, organizadas por PRIDE (Derechos Personales en Defensa y Educación) y SCCRH (Consejo del Sur de California sobre Religión y Homófilos), son catalogadas como «las primeras protestas gay en Estados Unidos en atraer a un número significativo de personas», dos años antes de los disturbios de Stonewall. The Advocate fue fundado en 1967 en respuesta a los disturbios en Sunset Strip como una herramienta para impulsar aún más el activismo LGBT+ en Los Ángeles y en todo el país.
En 1968, se fundó la Iglesia Comunitaria Metropolitana en Huntington Park, California.
Inspirado por los disturbios de Stonewall de 1969 en la ciudad de Nueva York, Christopher Street West (CSW) se formó en 1970 para organizar el Orgullo de Los Ángeles. Los cofundadores de CSW, el reverendo Troy Perry, Bob Humphries y Morris Kight, inicialmente hablaron de organizar una marcha o una manifestación, pero Troy Perry supuestamente declaró: «No. Vamos a hacer un desfile. Esto es Hollywood».
El Centro de Servicios Comunitarios Gay, dirigido por los activistas Morris Kight y Don Kilhefner, se constituyó en 1971. La organización brindó ayuda legal a los manifestantes contra la guerra de Vietnam y realizó pruebas de detección de enfermedades de transmisión sexual.
Beth Chayim Chadashim fue fundada en 1972 como una sinagoga reformista en Mid-City, Los Ángeles, principalmente para judíos homosexuales y lesbianas.
Junto con el crecimiento de la popularidad de la música disco, la vida nocturna LGBTQ creció en la década de 1970, con clubes nocturnos como Jewel's Catch One  y Studio One.
En 1974, la continua hostilidad y acoso por parte del Departamento de Policía de Los Ángeles llevó a que Los Angeles Pride se trasladara a un área no incorporada al oeste de Hollywood.
La organización Padres, Familias y Amigos de Lesbianas y Gays (PFLAG) de Los Ángeles se formó en 1976.

### Pandemia del VIH/SIDA

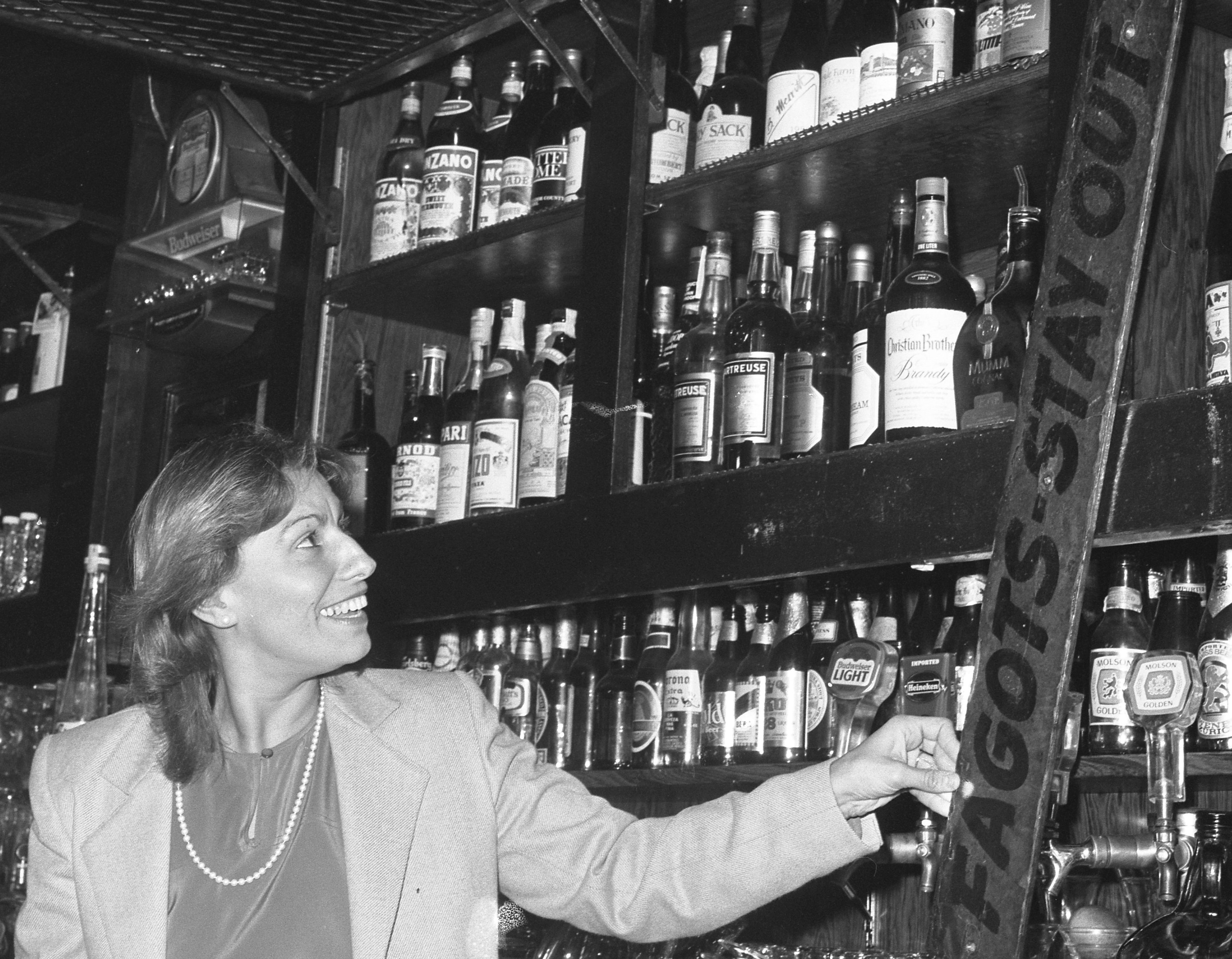
La alcaldesa de West Hollywood, Valerie Terrigno, retira el cartel de «Maricones fuera» de Barney's Beanery (1985).

El reconocimiento del VIH/SIDA por parte de los Centros para el Control y la Prevención de Enfermedades (CDC) en 1981 conllevó a la fundación dos años después de Salud APLA.
En 1984, un grupo de hombres homosexuales, judíos rusos y ancianos realizaron con éxito una votación para incorporar oficialmente la ciudad West Hollywood. Los votantes eligieron un consejo municipal con una mayoría abiertamente gay y éste aprobó una serie de medidas de control de alquileres para proteger a sus ciudadanos de larga data.
El primer desfile del orgullo de Long Beach tuvo lugar en 1984.
El Proyecto SIDA de Los Ángeles comenzó una caminata AIDS Walk en 1985 con la finalidad de recaudar fondos para la investigación y el tratamiento del VIH/SIDA.
En 1987 se fundó ACT UP Los Ángeles, para defender los derechos de los pacientes con VIH/SIDA.

### Historia contemporánea
En 1992, el Distrito Escolar Unificado de Los Ángeles estableció la Academia EAGLES, una escuela secundaria pública para estudiantes de la comunidad LGBTQ+.
La controversia surgió cuando Mitchell Grobeson, el primer oficial de policía abiertamente gay del Departamento de Policía de Los Ángeles (LAPD), renunció, acusando a la agencia de malos tratos. Grobeson había sido reintegrado a la fuerza policial y caminó en el desfile del orgullo de Los Ángeles de 1994 con el uniforme completo, pero declaró que los altos mandos intentaron despedirlo en noviembre de 1995, por lo que terminó renunciando después. Según Grobeson, el departamento no quería que reclutara activamente en la comunidad LGBT.
En 1994, Sheila Kuehl se convirtió en la primera persona abiertamente LGBTQ+ elegida para la Legislatura del Estado de California, en representación del distrito 41 de la Asamblea Estatal.
La comunidad armenia-estadounidense LGBTQ+ de Los Ángeles se organizó en 1998 y fundó la Sociedad Armenia Gay y Lesbiana .

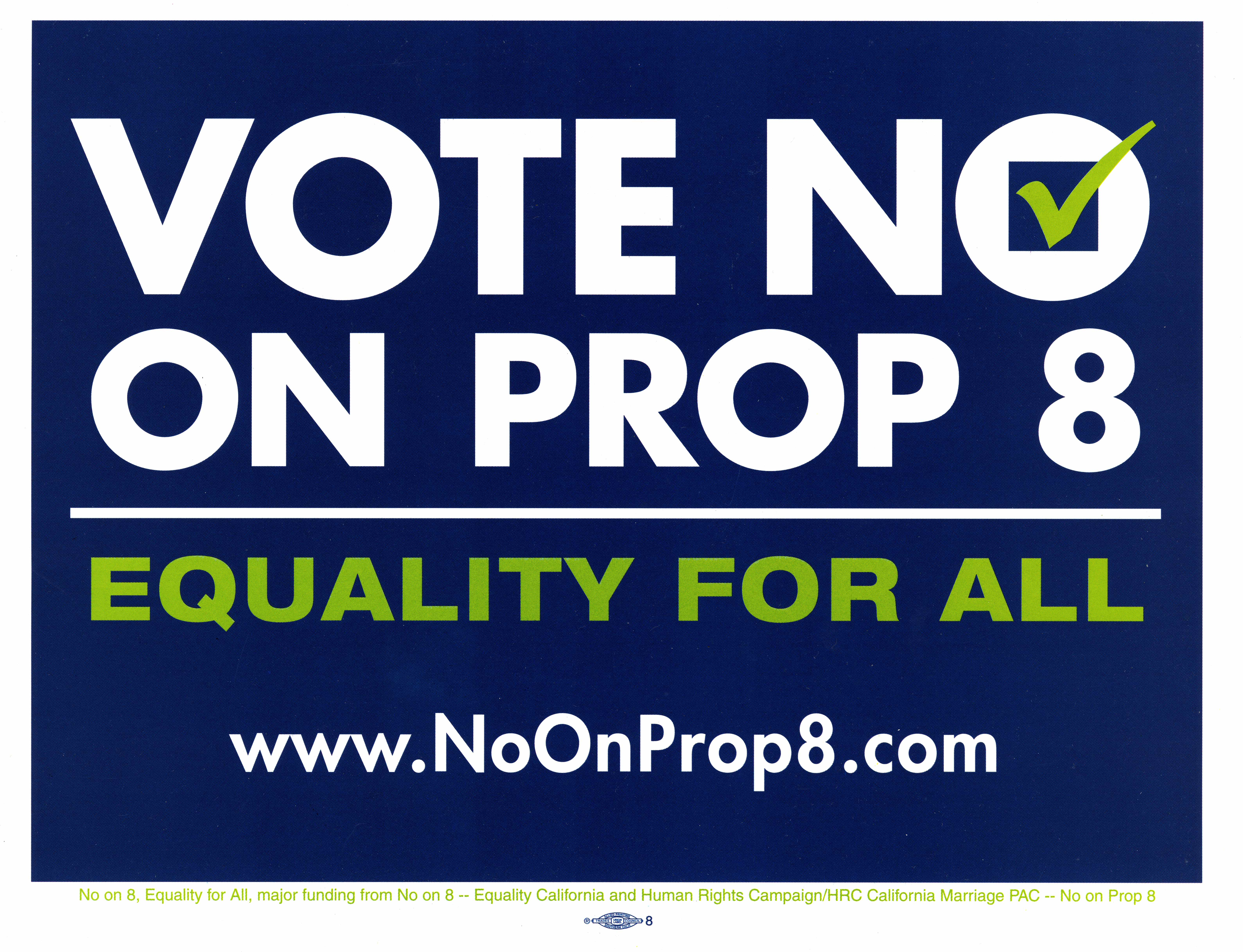
Cartel de Vota No a la Proposición 8 (2008).

Hubo una amplia oposición a la Proposición 8 de California de 2008 en el condado de Los Ángeles, incluso por parte del alcalde Antonio Villaraigosa; el alcalde de West Hollywood, Jeffrey Prang; los representantes locales de los EE. UU. Lucille Roybal-Allard, Adam Schiff, Brad Sherman, Hilda Solis y Henry Waxman ; los senadores estatales locales Ron Calderon, Gil Cedillo, Sheila Kuehl, Alex Padilla y Mark Ridley-Thomas; los asambleístas estatales locales Karen Bass, Kevin de León, Mike Feuer, Paul Krekorian, Ted Lieu y Anthony Portantino; la Junta de Educación del Distrito Escolar Unificado de Los Ángeles y United Teachers Los Angeles; los periódicos Daily Breeze, Daily Bruin, La Opinión, Los Angeles Daily News, Los Angeles Downtown News, Los Angeles Times, Press-Telegram, San Gabriel Valley Tribune y Whittier Daily News; y organizaciones como la ACLU del Sur de California y el Centro LGBT de Los Ángeles.
La década de 2010 vio un resurgimiento de los medios impresos LGBTQ+ en el condado de Los Ángeles, con el lanzamiento de los periódicos The Pride LA (2015) y Los Angeles Blade (2017).
En respuesta a la gentrificación y al cierre de varios bares gay locales en Silver Lake, en 2013 se lanzó el Off Sunset Festival para celebrar la rica historia LGBT+ del vecindario.
El primer desfile del orgullo moderno del Valle de San Fernando se estableció en 2014, liderado por la organización Somos Familia Valle.
En 2015, el Centro LGBT de Los Ángeles se asoció con Latino Equality Alliance para abrir Mi Centro, un centro culturalmente sensible en el vecindario predominantemente latino de Boyle Heights.
Maebe A. Girl se convirtió en la primera drag queen elegida para un cargo público cuando fue elegida para el Consejo Vecinal de Silver Lake en 2019.
glendaleOUT se estableció en 2019 para servir a los residentes LGBTQ+ de Glendale.
En 2019, el Centro LGBT de Los Ángeles inauguró su Campus Anita May Rosenstein, diseñado para brindar servicios intergeneracionales como viviendas de emergencia y de transición, viviendas asequibles, un centro para personas mayores, un centro juvenil y programas de empleo. Karen Ocamb, del diario Los Angeles Blade, calificó la instalación como "un momento tan monumental en la historia LGBT como lo fueron los disturbios de Stonewall para el despertar de la liberación gay hace 50 años". En 2020, la organización abrió el Centro Sur en Leimert Park para atender a la población predominantemente afroamericana del vecindario.
A raíz de los problemas relacionados con el COVID-19 en 2020 y 2021, el Glendale Pride in the Park anual, celebrado en Adams Hill, se llevó a cabo en junio de 2022. El evento es un picnic familiar.
En 2023, una ola de odio anti-LGBTQ+ condujo a protestas contra el Distrito Escolar Unificado de Glendale y el Distrito Escolar Unificado de Los Ángeles.

## Demografía
Según un estudio de 2007, el 3,7% de los adultos del condado de Los Ángeles se identificaron como lesbianas, gais o bisexuales. Por raza, los porcentajes fueron 5% de blancos, 4% de afroamericanos y 2,8% de latinos.

## Geografía

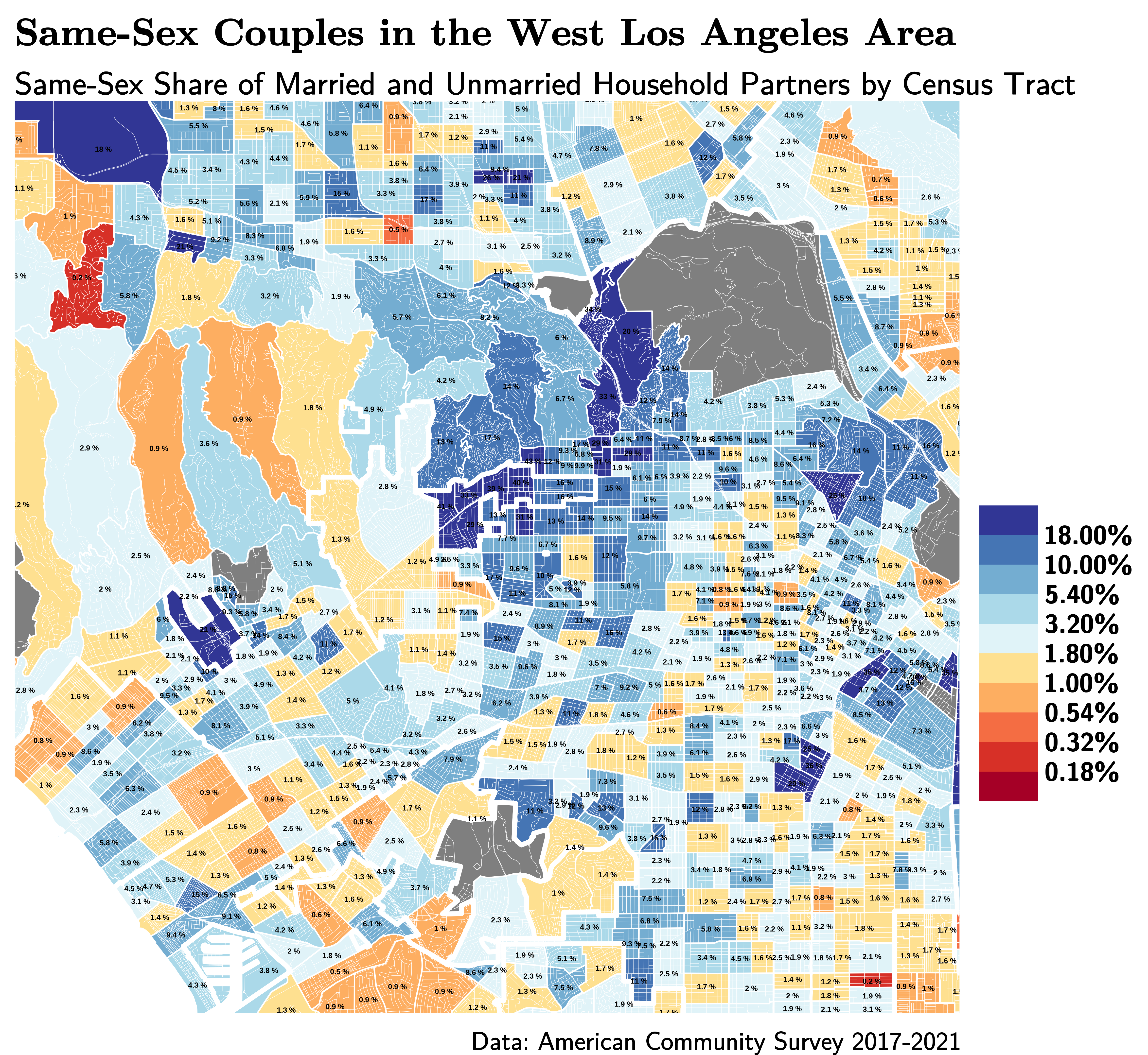
Mapa de parejas del mismo sexo en el área oeste de Los Ángeles.

La ciudad de West Hollywood es el núcleo próspero de la comunidad LGBT y de la vida nocturna y en 2014 su población era aproximadamente un 40% LGBT. Tenía los apodos de «Camelot Gay» y «Pueblo de Chicos». Los negocios LGBT abrieron en West Hollywood porque estaba bajo la jurisdicción del Departamento del Sheriff del Condado de Los Ángeles; el Departamento de Policía de Los Ángeles tenía reputación de allanar negocios LGBT. Además, la presencia de la comunidad de diseño también atrajo la cultura LGBT. West Hollywood se vio afectado por el SIDA en la década de 1980. En 2014, a medida que las personas LGBT se fueron enfrentando a una creciente aceptación en la sociedad, la identidad de la ciudad lentamente comenzó a cambiar y dejó de ser exclusivamente LGBT.
En 2001, Moira Kennedy escribió:« West Hollywood simboliza la fuerza política gay y lesbiana». Sin embargo, «la etiqueta que los lugareños y los medios de comunicación hacen de la zona “la ciudad gay” conlleva múltiples significados, no todos positivos». Como resultado, la comunidad LGBT continúa debatiendo el papel de West Hollywood como centro político, cultural y social de la comunidad.
Otra comunidad LGBT se encuentra en Silver Lake, Los Ángeles. Hay un gran número de residentes LGBT en Venecia, Los Ángeles y la ciudad de Santa Mónica. Otras comunidades con residentes LGBT incluyen The Run, Elysian Park, Hollywood, North Hollywood, Reseda, Sherman Oaks, Studio City y Van Nuys. Las áreas fuera de la ciudad de Los Ángeles con residentes LGBT incluyen Laguna Beach y Riverside.

## Vida nocturna
Los bares fueron «la principal institución social de la vida homosexual después de la Segunda Guerra Mundial». Ofrecían lugares para que las personas queer se reunieran con amigos y encontraran parejas potenciales. Además, los bares queer en Los Ángeles se consideraban el aspecto más público de la vida homosexual a mediados del siglo XX: los propios espacios ayudaban a forjar las florecientes identidades individuales y colectivas. Sin embargo, la nueva visibilidad de los bares gay con frecuencia conducía a violentas redadas por parte del Departamento de Policía de Los Ángeles. De hecho, solo en 1969, el Departamento de Policía de Los Ángeles realizó 3858 arrestos bajo la categoría de delito que utilizaba para perseguir a los homosexuales.
Además, a menudo se atribuye a las redadas policiales y las protestas posteriores en The Black Cat Tavern y The Patch en 1967 el inicio del movimiento LGBT (antes de las protestas en Stonewall). En honor a la comunidad LGBT de Los Ángeles, The Black Cat Tavern fue declarado monumento «Histórico-Cultural» por el Departamento de Planificación de la Ciudad de Los Ángeles en 2008.

## Política
Los ciudadanos LGBT se convirtieron en un bloque electoral identificado en la política urbana a partir de la década de 1980. En 1993, el 5% de los votantes de Los Ángeles se identificaron como homosexuales o lesbianas.
Durante las elecciones a la alcaldía, Tom Bradley fue elegido gracias al apoyo de una coalición de izquierda que incluía grupos LGBT. Los disturbios de Los Ángeles de 1992 provocaron la desintegración de la coalición. En 1993, Michael Woo, quien era miembro del Concejo Municipal de Los Ángeles, fue la opción preferida ya que Bradley no buscó la reelección como alcalde de Los Ángeles. Woo obtuvo el 40% de los votos de quienes se identificaron como homosexuales o lesbianas, en comparación con un tercer candidato que recibió el 27% y Richard Riordan, que recibió el 11%. En la segunda vuelta electoral, Woo recibió el 72% de los votos de quienes se identificaron como homosexuales y lesbianas. En 1997, Tom Hayden, miembro del Senado de California, recibió el 54% de los votos gais y lesbianas, mientras que Riordan recibió el 41%. Los votantes gais y lesbianas y los bloques afroamericanos fueron los únicos que votaron más del 50% a favor de Hayden y Hayden había hecho grandes esfuerzos para atraer los votos de los gais y las lesbianas.

## Instituciones

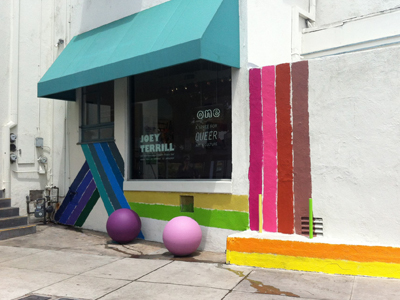
Museo Nacional de Archivos Gay y Lésbicos ONE en West Hollywood

El centro LGBT de Los Ángeles está en la comunidad. Es considerada el centro más grande del mundo que ofrece servicios a personas del colectivo.
Las organizaciones étnicas LGBT+ con sede en Los Ángeles incluyen la Sociedad Armenia GALAS LGBTQ+, RAHA International y Satrang.
Los Archivos Nacionales Gay y Lesbianas ONE de la Universidad del Sur de California contienen materiales de archivo relacionados con LGBT. Mantiene un archivo y museo en West Hollywood.
El Centro de Servicios para Mujeres Gay, el primer centro social estadounidense para lesbianas, fue fundado en 1971.
Old Lesbians Organizing for Change ( OLOC ) es una organización de lesbianas de 60 años o más que trabaja para abordar problemas críticos que afectan a la comunidad LGBTQ envejeciente. Su objetivo es acabar con el edadismo, el sexismo y el racismo y construir el empoderamiento de la comunidad a través de programas educativos, conferencias nacionales, eventos sociales y acción. Son una organización nacional que empezó en 1987 y que sigue vigente. 
Harry Hay fundó la Sociedad Mattachine en Los Ángeles en 1950; la organización trasladó su sede a San Francisco en la década de 1950.
De 1992 a 2004, la Academia EAGLES estuvo ubicada en Hollywood. Fue la primera escuela secundaria pública diseñada para jóvenes LGBT desde el séptimo grado en adelante en los Estados Unidos.
Jaja Muhammad, de la BBC, describió a la librería Circus of Books, con sucursales en West Hollywood y Silverlake, como la librería más famosa de Los Ángeles enfocada en pornografía centrada en LGBT en la era anterior a Internet. Se llamó Book Circus hasta que los nuevos propietarios le cambiaron el nombre en 1982. En 2016 y 2019, estas últimas y primeras sucursales cerraron, respectivamente. Muhammad afirmó que «era un refugio y un lugar de encuentro para la comunidad gay de Los Ángeles».
El Centro de UCLA para la Defensa, Investigación y Salud LGBTQ+, en la Escuela de Salud Pública Fielding de UCLA, se fundó en 2020.
Connexxus Women's Center/Centro de Mujeres fue una de las primeras organizaciones sin fines de lucro centradas en lesbianas y mujeres que se centró en apoyar el bienestar holístico y la profesionalización de la comunidad lesbiana. Abrieron sus puertas por primera vez en enero de 1985 y cerraron en junio de 1990. La organización tuvo éxito en la creación de oportunidades para el desarrollo profesional de las mujeres a través de su programa de empoderamiento económico. Brindaron una variedad de servicios de salud mental, como asesoramiento personalizado y grupos de apoyo y conferencias comunitarias para proveedores de servicios. Otro componente fuerte de la organización fueron sus eventos comunitarios para facilitar la socialización y el desarrollo de la comunidad.  
ACT UP/LA se fundó en diciembre de 1987 y se disolvió diez años después, en 1997. ACT UP/LA fue una poderosa fuerza activista en Los Ángeles durante la pandemia del SIDA. Trabajaron incansablemente para luchar por una atención médica accesible para la comunidad VIH positiva, desestigmatizar los estereotipos hacia ellos y brindar información y educación sobre los servicios existentes. ACT UP/LA era único porque también tenía un grupo de mujeres que contaba con fuertes aliados masculinos. El grupo se centró en las necesidades de las mujeres afectadas por el VIH y el SIDA y coordinó sus propias acciones y educación.  
Southern California Women for Understanding (SCWU) fue una de las primeras organizaciones educativas sin fines de lucro para lesbianas en Los Ángeles, California.  SCWU fue una creación de Betty Berzon, exmiembro de la junta directiva de la Fundación Whitman-Radclyffe (WRF). Betty Berzon reclutó a activistas lesbianas locales para que formaran parte de la junta: Myra Riddell (presidenta), Terry DeCresenzo (vicepresidenta), Sue Philbrick (secretaria), Karen Weiss (tesorera), Betty Berzon (ex officio, enlace con la junta). Los miembros restantes del comité de votación fueron Pat Berlly, Gloria Muetzel, Irene Robertson, Jane Patterson y Barbara Colby. Southern California Women, un capítulo de WFR, comenzó en 1976 como un grupo social para mujeres homosexuales que organizaba reuniones generales de miembros, grupos de discusión de intereses especiales y reuniones sociales. Durante un trastorno administrativo de WRF en 1978, las Mujeres del Sur de California se divorciaron de WRF y se convirtieron en Mujeres del Sur de California por la Comprensión. A lo largo de su tiempo surgieron diferentes capítulos más allá del área de Los Ángeles, como San Gabriel y el condado de Orange en California.
El objetivo de SCWU era doble: primero, difundir información precisa sobre las lesbianas y la cultura lésbica para romper con los estereotipos y mitos que los medios perpetúan sobre las lesbianas. Creían que abordar estos conceptos erróneos disminuiría y, en última instancia, detendría la hostilidad y la discriminación contra los homosexuales y las lesbianas en diferentes facetas de su vida. En segundo lugar, trataron de satisfacer las necesidades de las mujeres profesionales que tenían que permanecer en el armario. Organizaron una variedad de eventos sociales anónimos realizados en las residencias privadas de miembros que ofrecieron su espacio para mantener el anonimato de estas mujeres. 
Otro trabajo de SCWU consistió en apoyar a políticos y medios de comunicación locales y estatales cuyas alineaciones políticas apoyaban a la comunidad lesbiana y gay. A menudo se unían a acciones locales coordinadas por organizaciones homosexuales en Los Ángeles y en todo el estado. La mayor parte de este tipo de trabajo fue realizado por lesbianas declaradas o por aquellas que pudieron navegar el ambiente de homosexualidad y anonimato en su vida.
Enfermeras Lesbianas de Los Ángeles (LNLA) se formó en julio de 1985. Es “un grupo de apoyo y profesionalismo para enfermeras registradas que comparten en común: ser mujer; ser feminista; ser lesbiana”. Se brindan apoyo mutuo mediante la resolución de problemas, derivaciones a recursos basadas en la identidad y el intercambio de conocimientos. Un aspecto importante de sus reuniones es la concientización sobre las cuestiones políticas y sociales que afectan a las lesbianas, feministas y enfermeras. Su misión y objetivos inspiraron colaboraciones con otras organizaciones comunitarias que luchaban contra la homofobia y la discriminación, un excelente ejemplo de ello es Southern California Women for Understanding. Se reunían quincenalmente en las casas de sus miembros, lo que creaba un sentido de comunidad y de familia elegida para las mujeres que de otra manera no tendrían eso en su vida personal. Un aspecto único de su trabajo es el apoyo a las enfermeras que enfrentan quejas en su lugar de trabajo debido a la discriminación basada en su orientación sexual, pero LNLA también defiende y apoya a sus clientes lesbianas y gais que acceden a la atención médica.
La Semana de la Visibilidad Lésbica fue un evento que se celebró del 8 al 15 de julio de 1990 a 1992 organizado por el Consejo Asesor de Lesbianas y Gays en West Hollywood. Fue uno de los primeros grandes eventos en Los Ángeles, California, que destacó a la comunidad lesbiana. A lo largo de la semana se celebraron exposiciones de arte, obras de teatro, un festival de cine, picnics e incluso una exposición canina. 
El Coro Comunitario de Mujeres de Los Ángeles (LAWCC) fue un grupo sin fines de lucro con sede en Los Ángeles desde 1976 hasta 1990 e interpretó obras escritas y arregladas por mujeres. El LAWCC utilizó su plataforma para crear conciencia sobre las cuestiones lésbicas, el feminismo y otros problemas locales que afectan a la comunidad gay y lesbiana. El coro tenía un grupo estable y consistente de alrededor de 80 mujeres en un año determinado. Estas mujeres se comprometieron durante al menos un año y pasaron numerosas horas practicando para desarrollar una relación profesional y talentosa en Los Ángeles y más allá. Se le pidió al LAWCC que actuara en una variedad de lugares, como universidades, prisiones, convenciones y reuniones sindicales y de organización locales. Un aspecto importante de su trabajo fue lograr que la comunidad acceda intencionalmente a sus actuaciones. Sus eventos tendían a ser de escala móvil o basados en donaciones, brindaban cuidado de niños, ofrecían traducciones al español y lenguaje de señas para personas con problemas de audición y ofrecían libros de canciones en braille para ciegos. 
El Centro de Servicios Comunitarios Gay y Lesbianas (GLCSC), actualmente conocido como el Centro de Lesbianas, Gais, Bisexuales y Transgénero de Los Ángeles, fue establecido en 1972 por el Frente de Liberación Gay de Los Ángeles y la Iglesia Comunitaria Metropolitana.  Al igual que hoy, el GLCSC se centró en brindar servicios humanos para la comunidad gay y lesbiana local, especialmente servicios de vivienda debido a la grave crisis de vivienda en ese momento. Un programa importante que llevaron a cabo fue la Línea de Conversación para Jóvenes Homosexuales y Lesbianas, un servicio anónimo para que los jóvenes se conectaran con la comunidad y los recursos locales. Otros servicios fueron el proyecto de extensión y educación comunitaria, RAPS, boletines trimestrales, talleres, salidas sociales, proyectos de sexo seguro, el Proyecto de Ley de la Mujer y el Proyecto de Ley del VIH.

## Lectura adicional
- Faderman, Lillian y Stuart Timmons. Gay LA: Una historia de proscritos sexuales, políticas de poder y lesbianas de lápiz labial. Libros básicos, 2006.ISBN 046502288X, 9780465022885.
- Kenney, Moira. Mapeo de la comunidad gay en Los Ángeles: la intersección del lugar y la política (sujetos estadounidenses). Prensa de la Universidad de Temple, 2001.ISBN 1566398843, 9781566398848.
- Colaborador de Outtraveler. " La guía lésbica de West Hollywood " ( Archivo ). Out Traveler. 26 de julio de 2013.